# I Want to Know What Love Is (Mariah Carey)
I Want to Know What Love Is è un singolo della cantautrice statunitense Mariah Carey, cover dell'omonimo brano dei Foreigner e venne pubblicato come secondo singolo estratto dall'album Memoirs of an Imperfect Angel del 2009. Il brano è entrato a far parte dell'airplay radiofonico europeo a partire dal 28 agosto, mentre è stato distribuito per il download digitale negli Stati Uniti il 15 settembre.

## Giudizio della critica
Il singolo è stato in generale ben accolto dalla critica specializzata. La rivista britannica The Daily Star ha dato alla cover il voto massimo di 5 stelle su 5, lodando in particolare la prestazione vocale della Carey e quella del coro di accompagnamento. Bill Lamb di About.com ha detto che: «la nuova versione di Mariah Carey ha la capacità di lasciare a bocca aperta. La diversità dell'interpretazione vocale dipinta in questa registrazione è impressionante.» Entertainment Weekly ha invece sinteticamente affermato che: «Mariah + Coro + I Want To Know What Love Is = Estasi.»
Meno entusiasta è stato Todd Martens, che sul blog musicale del Los Angeles Times ha scritto: «prendere in prestito una famosa ballad sembra una scelta conveniente. È un comodo piano di ripiego ben eseguito dopo Obsessed, ma lontano dai numeri strepitosi. Sarà senza dubbio un successo, ma mi sta dando una ragione in più per temere Imperfect Angel. La presunta rivalità/non-rivalità con Eminem sembrava più che altro una manovra per mantenere la Carey in prima pagina, e reinterpretare i Foreigner sembra proprio il metodo calcolato per condurre la Carey su territori più familiari.»
Mick Jones ha detto della cover della Carey: «Penso che lei abbia realmente mantenuto l'integrità della canzone. L'arrangiamento è molto simile a quello originale. Non hanno manomesso eccessivamente la canzone. Lei ha catturato una certa emotività, un sentimento.»

## Video musicale
Per la canzone è stato prodotto un nuovo video musicale, girato a New York nel settembre 2009 e diretto dal regista Hype Williams. Il video è stato lanciato sul sito ufficiale della Carey il 13 novembre 2009. Il video mostra la cantautrice che si esibisce allo Yankee Stadium, intervallata da riprese degli spettatori, spesso accompagnati da persone a loro care, e di alcuni momenti difficili avuti dagli stessi nel loro passato, mentre si emozionano all'esibizione del brano. Un coro gospel si unisce per cantare con la Carey al centro dello stadio verso la fine del video. La Carey appare con i caratteristici capelli ricci che l'avevano contraddistinta agli esordi, tra il 1990 e il 1993, rispettando quindi il tema Memoirs dell'album.

## Promozione
Mariah Carey ha cantato per la prima volta dal vivo I Want to Know What Love Is durante i due concerti tenuti al Palms Casino Resort di Las Vegas l'11 e il 12 settembre del 2009. Ha poi eseguito la canzone all'Ophra Winfrey Show il 18 settembre. La Carey ha inoltre presentato il pezzo a X Factor Italia l'11 novembre, a diversi anni di distanza dalla sua ultima apparizione in suolo italico.

## Tracce
Download digitale
1. I Want to Know What Love Is (versione album) – 3:26

Singolo digitale britannico
1. I Want to Know What Love Is (versione album) – 3:26
2. I Want to Know What Love Is (Moto Blanco Club Edit) – 3:25
3. I Want to Know What Love Is (Chew Fu Radio Fix) – 3:51

CD singolo europeo
1. I Want to Know What Love Is (versione album) – 3:26
2. Obsessed (Cahill Club Remix) – 6:38

## Classifiche
La canzone ha raggiunto il decimo posto della Hot Adult Contemporary Tracks, portando a 20 il numero totale di singoli di Mariah Carey entrati nella top ten di questa classifica, uno in meno rispetto al record di Céline Dion – la Carey ha poi sorpassato la Dion con il primo posto di Oh Santa! nel 2010. Tuttavia, il singolo ha raggiunto solamente il 60º posto nella principale classifica degli Stati Uniti, la Billboard Hot 100. Nel Regno Unito, la canzone ha debuttato al 19º posto della Official Singles Chart nella settimane terminata il 29 novembre 2009, diventando il singolo di maggior successo della Carey da Touch My Body del 2008, che aveva raggiunto il quinto posto.
La canzone ha esordito in Francia al sesto posto, ottenendo un posizionamento più alto rispetto alla versione originale che si era fermata al 18º posto nel 1985. Il singolo della Carey è arrivato a vendere in Francia 1,910 copie nella sua settima d'uscita e 39,720 copie alla fine del 2009.
La canzone si è inoltre rivelata un successo straordinario in Brasile, dove è rimasta in prima posizione per 27 settimane consecutive, stabilendo un record di permanenza in vetta alle classifiche brasiliane.
| Classifica (2009/10)             | Posizione massima |
| -------------------------------- | ----------------- |
| Australia                        | 45                |
| Austria                          | 40                |
| Belgio (Vallonia)                | 14                |
| Brasile                          | 1                 |
| Canada                           | 57                |
| Danimarca                        | 14                |
| Europa                           | 16                |
| Francia                          | 6                 |
| Germania                         | 37                |
| Giappone                         | 3                 |
| Irlanda                          | 41                |
| Italia                           | 42                |
| Portogallo                       | 5                 |
| Regno Unito                      | 19                |
| Slovacchia                       | 84                |
| Spagna                           | 41                |
| Stati Uniti                      | 60                |
| Stati Uniti (R&B)                | 40                |
| Stati Uniti (dance club play)    | 2                 |
| Stati Uniti (adult top 40)       | 39                |
| Stati Uniti (adult contemporary) | 10                |
| Svezia                           | 20                |
| Svizzera                         | 25                |
| Ungheria                         | 6                 |

## Date di pubblicazione
| Luogo       | Data              | Formato           | Etichetta       |
| ----------- | ----------------- | ----------------- | --------------- |
| Stati Uniti | 15 settembre 2009 | Download digitale | Island Records  |
| Norvegia    | 20 ottobre 2009   | Remix (digitale)  | Universal Music |
| Corea       | 20 ottobre 2009   | CD singolo        | Universal Music |
| Regno Unito | 22 novembre 2009  | Download digitale | Mercury Records |
| Francia     | 30 novembre 2009  | CD singolo        | Universal Music |
| Germania    | 4 dicembre 2009   | CD singolo        | Universal Music |